# Bernard Le Blond
Pour les articles homonymes, voir Le Blond.
Bernard Le Blond est un attaquant français de hockey sur glace né le 5 août 1957.
Il fut membre de l'équipe de France avec laquelle, il participa aux championnats du monde C 1977 1978, 1979, 1981, 1982, 1983 et 1985.
Il joua pour le club du CSG Grenoble et remporta le trophée Albert-Hassler, attribué au meilleur joueur français du championnat de France, lors de la saison 1979-1980.